# Vrgada
Vrgada ist eine Insel des Archipels vor Šibenik und liegt südwestlich von Pašman, Kroatien.
Die Insel wurde bereits von Konstantin VII. Mitte des 10. Jahrhunderts unter dem Namen Loumbrikaton erwähnt. Auf einer Anhöhe oberhalb des Friedhofs sind Mauerreste mit viereckigen Wehrtürmen, wahrscheinlich Reste des antiken und frühmittelalterlichen Castrums erhalten.
Vrgada kann man mit dem Schiff von Pakoštane aus erreichen. Vom Festland sind es etwa 5 Kilometer. Die kleine Insel ist autofrei und gehört zur Gemeinde Pakoštane. Zwei parallel verlaufende Gebirgszüge geben der Insel einen wilden Charakter. Die Bewohner leben von der Landwirtschaft, von Fischerei und vom Tourismus.
Auf Vrgada finden in der Saison vom 19. Juli bis 31. August immer mittwochs (auf Kroatisch) und donnerstags (auf Englisch) geführte Spaziergänge („Šetnja vrgadom“) über die Insel statt. Dabei können Teilnehmer Wissenswertes über die interessante Historie erfahren. Die Teilnahme ist kostenlos.

## Belege
1. ↑   Spaziergänge („Šetnja vrgadom“)